# Underworld: Blood Wars
Pour les articles homonymes, voir Underworld.
Série Underworld
Underworld : Nouvelle Ère
(2012) Underworld 6
(prochainement)
Pour plus de détails, voir Fiche technique et Distribution.
Underworld: Blood Wars ou Monde infernal : La guerre du sang au Québec est un film américain réalisé par Anna Foerster, sorti en 2016.
Il s'agit du cinquième film de la série Underworld.

## Synopsis
Après s'être éloigné de sa fille (qu'elle a nommée Eve) pour éviter de la mettre en danger, Selene continue sa fuite et sa recherche de son compagnon, Michael Corvin. Elle refuse malgré tout l'aide de David, l'un de ses alliés. Mais quand elle est contactée par les membres du conseil des vampires qui acceptent de pardonner ses actions en échange de son aide, Selene est obligée de retourner parmi les siens pour entraîner des vampires à se battre contre les lycans qui préparent en secret une nouvelle attaque avec leur nouveau chef, Marius.
Selene est cependant trahie par Semira, membre du dernier Conseil des vampires, qui souhaite obtenir son sang et ses pouvoirs afin de prendre le contrôle de son clan. Thomas se sacrifie pour permettre à Selene et à son fils David de s'enfuir vers la mythique forteresse des vampires du Nord, culminant au sommet d'une montagne balayée par des vents glacials. Les vampires la peuplant, à la fois ermites et neutres dans les affaires vampiriques, se caractérisent par la blondeur de leurs cheveux et par leurs tenues blanches.
Selene fait la connaissance de Lena qui lui apprend l'existence d'un rituel permettant de décupler ses pouvoirs, tandis que David apprend être le fils de la défunte Amélia, qui faisait partie des Aînées avec Viktor et Marcus.
Le clan est alors attaqué par Marius et ses lycans grâce à une vampire nommée Alexia, amante secrète de Marius. Après avoir été mortellement blessée par Marius (qui est devenu un super lycan) et Alexia, Selene est presque tuée par Marius car elle ignore où se trouve Ève.
Marius décide alors de détruire l'Assemblée de l'Est et David décide d'y retourner pour en prendre le contrôle et se préparer à la bataille pendant que Lena et son clan soignent Selene. David arrive juste à temps pour empêcher Semira de faire aboutir son coup d'état, mais Marius et ses lycans en profitent pour attaquer, un combat sanglant commence alors et les lycans prennent rapidement l'avantage jusqu'à ce que Selene revienne subitement accompagnée de l'assemblée du nord, ayant subi le fameux rituel, elle est désormais capable d'affronter Marius pendant que David combat Semira à mort.
David tue Semira mais Selene est de nouveau en difficulté, en effet en buvant le sang de Marius cette dernière découvre que le chef lycan a capturé et tué Michael pour prendre son sang afin de renforcer ses pouvoirs. Terrassée de chagrin, Selene succombe à la rage et tue violemment Marius, vengeant ainsi son amant hybride.
Privés de leur chef, les Lycans battent en retraite. Selene est alors pardonnée par tous les vampires pour leurs griefs passés et devient une Aînée, ainsi que David et Lena (à qui Selene donne de son sang pour lui faire goûter à son pouvoir en signe de remerciement).

## Fiche technique
Sauf indication contraire, les informations mentionnées dans cette section peuvent être confirmées par la base de données cinématographiques IMDb,  présente dans la section « Liens externes ».
- Titre original et français : Underworld: Blood Wars
- Titre québécois : Monde infernal : La guerre du sang
- Réalisation : Anna Foerster
- Scénario : Cory Goodman, d'après une histoire de Kyle Ward et Cory Goodman, d'après les personnages créés par Kevin Grevioux, Len Wiseman et Danny McBride
- Musique : Michael Wandmacher
- Direction artistique : Stefan Kovacik et Martin Vackár
- Décors : Ondrej Nekvasil
- Costumes : Bojana Nikitovic
- Photographie : Karl Walter Lindenlaub
- Son : Michael Babcock, Tony Lamberti, Oleg Kulchytskyi
- Montage : Peter Amundson
- Production : Tom Rosenberg, Len Wiseman, David Kern, Gary Lucchesi et Richard S. Wright

Production déléguée : James McQuaide, Eric Reid, Ben Waisbren, Skip Williamson et Henry Winterstern
Coproduction : David Minkowski, Jackie Shenoo et Matthew Stillman
- Sociétés de production[1] : Lakeshore Entertainment, avec la participation de Screen Gems et en association avec LStar Capital et Sketch Films
- Sociétés de distribution :
  - États-Unis : Screen Gems, Sony Pictures Releasing
  - Canada : Sony Pictures Releasing Canada
  - France : Sony Pictures Releasing France
- Budget : 35 millions de $[2]
- Pays d'origine :  États-Unis
- Langue originale : anglais, Saami
- Format[3] : couleur - D-Cinema - 2,35:1 (Cinémascope) - son Dolby Atmos
- Genre : Action, fantastique et thriller
- Durée : 91 minutes
- Dates de sortie[4] : 
  - Géorgie, Kazakhstan, Russie, Ukraine : 24 novembre 2016
  - États-Unis, Canada : 6 janvier 2017
  - Belgique : 18 janvier 2017
  - France : 15 février 2017
- Classification[5] :
  -  États-Unis : Interdit aux moins de 17 ans (certificat #50103) (R – Restricted) [Note 1].
  -  France : Interdit aux moins de 12 ans (visa d'exploitation no 145559 délivré le 24 janvier 2017)[6],[7],[Note 2].

## Distribution
- Kate Beckinsale (VF : Laura Blanc ; VQ : Camille Cyr-Desmarais) : Selene
- Theo James (VF : Damien Ferrette ; VQ : Philippe Martin) : David
- Tobias Menzies (VF : Adrien Antoine ; VQ : Frédérik Zacharek) : Marius
- Lara Pulver (VF : Stéphanie Lafforgue ; VQ : Catherine Proulx-Lemay) : Semira
- Charles Dance (VF : Philippe Catoire ; VQ : Jean-Marie Moncelet) : Thomas
- Bradley James (VF : Damien Witecka ; VQ : Alexandre Fortin) : Varga
- Clementine Nicholson (de) (VF : Olivia Nicosia ; VQ : Laurence Dauphinais) : Lena
- Daisy Head (en) (VF : Victoria Grosbois ; VQ : Julie Beauchemin) : Alexia
- James Faulkner (VF : Patrick Raynal ; VQ : Marc Bellier) : Cassius
- Peter Andersson (VF : Féodor Atkine ; VQ : Benoît Rousseau) : Vidar
- Brian Caspe : Hajna
- Oliver Stark (VF : Raphaël Cohen ; VQ : Louis-Philippe Berthiaume) : Gregor
- India Eisley (VF : Joséphine Ropion) : Eve Corvin (images d'archives et doublé numériquement))
- Scott Speedman (images d'archives) et Trent Garrett (en) (doublure numérique) (VF : Rémi Bichet) : Michael Corvin
- Zita Görög (images d'archives) et Sveta Driga (doublure voix) (VF : Isabelle Leprince) : Amelia
- Zuzana Stivínová : Vampire Council #1  
  -  Maison de doublage : Dubbing Brothers ; VQ sur Doublage.qc.ca[8]

## Production

### Genèse et développement
En 2014, Lakeshore Entertainment souhaite que la franchise prenne un nouveau départ, ils annoncent alors un nouveau film mettant en scène le personnage de David, interprété par Theo James. Finalement, la production annonce la production d'un cinquième volet intitulé Underworld: Next Generation. Plus tard lors du processus de développement du film, il est renommé Underworld: Blood Wars.

### Attribution des rôles
En 2014, lorsqu'il était prévu que le film se concentre sur le personnage de David, il est annoncé que Theo James sera de retour.
Début 2015, l'interprète du personnage centrale de la franchise, Kate Beckinsale, confirme son retour pour ce cinquième volet. En août 2015, Tobias Menzies rejoint la distribution pour le rôle du nouveau chef des Lycans. Puis en septembre 2015, Bradley James, Clementine Nicholson (de) et Lara Pulver sont annoncés pour jouer des vampires. Quelques jours avant le début du tournage, il est aussi annoncé que Charles Dance reprendrait le rôle qu'il interprétait dans le quatrième volet.

### Tournage
Le tournage a débuté le 19 octobre 2015 à Prague en République tchèque. Il s'est terminé le 11 décembre 2015.

## Accueil

### Accueil critique
Le site web Rotten Tomatoes a donné au film une note d'approbation de 17 % basée sur 75 critiques, avec une moyenne de 3.8/10. Sur Metacritic, le film a reçu une note de 22 sur 100 basée sur 16 critiques.
Sur Allociné, le film reçoit un accueil négatif de la presse avec une note de 1,5/5 basé sur 10 critiques, mais il obtient tout de même une moyenne de 2,9/5 des spectateurs.

### Box-office
Underworld : Blood Wars réalise le pire démarrage de la saga en France, en totalisant que 169 417 entrées en une semaine, ainsi que le pire démarrage aux États-Unis, en ne cumulant que 13 688 751 $ pour son premier week-end.
| Pays ou région    | Box-office      | Date d'arrêt du box-office | Nombre de semaines |
| ----------------- | --------------- | -------------------------- | ------------------ |
| États-Unis Canada | 30 353 973 $    | 9 mars 2017                | 9                  |
| France            | 264 838 entrées | 7 mars 2017                | 4                  |
| Total mondial     | 81 093 313 $    | 12 mars 2017               | 16                 |